# Любовь и анархия
Любовь и анархия (фин. Rakkautta ja anarkiaa), Хельсинкский международный кинофестиваль (англ. Helsinki International Film Festival, HIFF) — международный кинофестиваль, проводимый в середине сентября в Хельсинки, столице Финляндии.

## История
Международный кинофестиваль современного кино начал проводиться в Хельсинки в 1988 году и получил широкую известность; в дни проведения фестиваля его мероприятия посещает до 60 тысяч зрителей. В свои первые годы фестиваль делал значительный упор на азиатский кинематограф, позже репертуар расширился, охватив фильмы со всего мира.
В рамках фестиваля проходили ряд мировых премьер: так, 28 сентября 2012 года состоялась премьера фильма «Маршал Финляндии», посвящённого личной жизни и любовным связям финского военачальника Густава Маннергейма.
В 2013 году был отмечен интерес организаторов кинофорума к новому российскому кино, представленному на фестивале шестью лентами.
27-й кинофестиваль проходил с 18 по 28 сентября 2014 года. Программа фестиваля этого года отличалась большим числом фильмов музыкальной тематики.
С 14 по 24 сентября 2017 года проходит 30-й кинофестиваль; среди наиболее значимых его показов — российский фильм «Теснота» и итальянско-украинская лента «Easy».